# Николо-Покровский Старофорштадский старообрядческий храм
Николо-Покровский Старофорштадский старообрядческий храм (Моленная Покрова Пресвятой Богородицы и Николая Чудотворца) — старообрядческий храм, расположенный на Старом Форштадте, на улице Ликснас, 38, в Даугавпилсе (Латвия).

## История
Первая деревянная церковь строилась в 1888—1889 годах, так как предыдущий храм, находящийся на берегу озера Шуня уже обветшал. В 1874 году в Витебскую губернскую управу поступила заявка на выделение земельного участка для новой моленной. Согласно закону, старообрядческий молитвенный дом не должен был иметь никаких внешних признаков культа. В 1889 году в новом храме состоялось богослужение с крестным ходом и переносом престольного Креста из старого храма в новый. Возведённый деревянный храм был большим прямоугольным срубом с двухскатной кровлей, без колокольни и глав. Несмотря на отсутствие культовых признаков, храм выглядел величественно благодаря точно выверенным пропорциям и монументальному масштабу сооружения. Фасады были украшены только сдержанным декором наличников окон и карниза кровли. Строителям храма удалось в таких жёстких условиях, скупыми художественными средствами решить сложную творческую задачу — создать образ старообрядческого храма.
В 1905 году рядом с храмом была возведена временная деревянная, отдельно стоящая звонница с четырьмя колоколами. В 1909 году городскому архитектору Тальбургу община заказала проект реконструкции храма, в котором была задумана пристройка к храму большой деревянной колокольни, увенчанной большой главой. Но этот проект не был осуществлён. В 1915 году колокола, иконы и ценная утварь были эвакуированы во внутренние регионы России. Убранство вернулось в храм только в 1929 году. В то время членом общины Кочмаревым был разработан новый проект, согласно которому храму придавались все необходимые культовые признаки: каменная колокольня, новая крыша с большой главой и крестом над ней, малые главы с крестами над восточной частью храма и над западным входом. Вместо чердака над молитвенным помещением был запроектирован деревянный свод, вписанный в пространство крыши. В проекте было предусмотрено расширение оконных проёмов. Устройство свода и переделка фасадов не были реализованы, старый сруб сохранился в своём первоначальном виде. В остальном проект был осуществлён, и 5 октября 1930 года состоялось освящение новой колокольни. Строительные работы велись под руководством инженера Ж. Комисара и председателя общины Е. Егорова. Средства были собраны через пожертвования, половину требуемой суммы выделило правительство Латвийской Республики. В начале 2000-х годов рядом с храмом было построено кирпичное здание крестильни, стилистика которого отличается от архитектурных форм старого храма.
Такой вид храма сохранялся до 2005 года. Это был старейший объект старообрядческого наследия в Даугавпилсском районе, имел статус памятника архитектуры местного значения. Деревянный сруб можно было реставрировать, заменяя отдельные бревна и ветхую кровлю, устроив деревянный свод. Но несмотря на это деревянная часть храма была снесена. Начиная с 2006 года по сей день идёт медленное строительство расширенного храма. Новый храм возводится из кирпича.
Колокольня храма (построена в 1930 году) в 2006 году была надстроена на один ярус. Теперь высота колокольни составляет 21 метр.
В 2007 году над колокольней установили главный купол.
В 2010 году заканчивают возводить основные боковые стены.

## Галерея

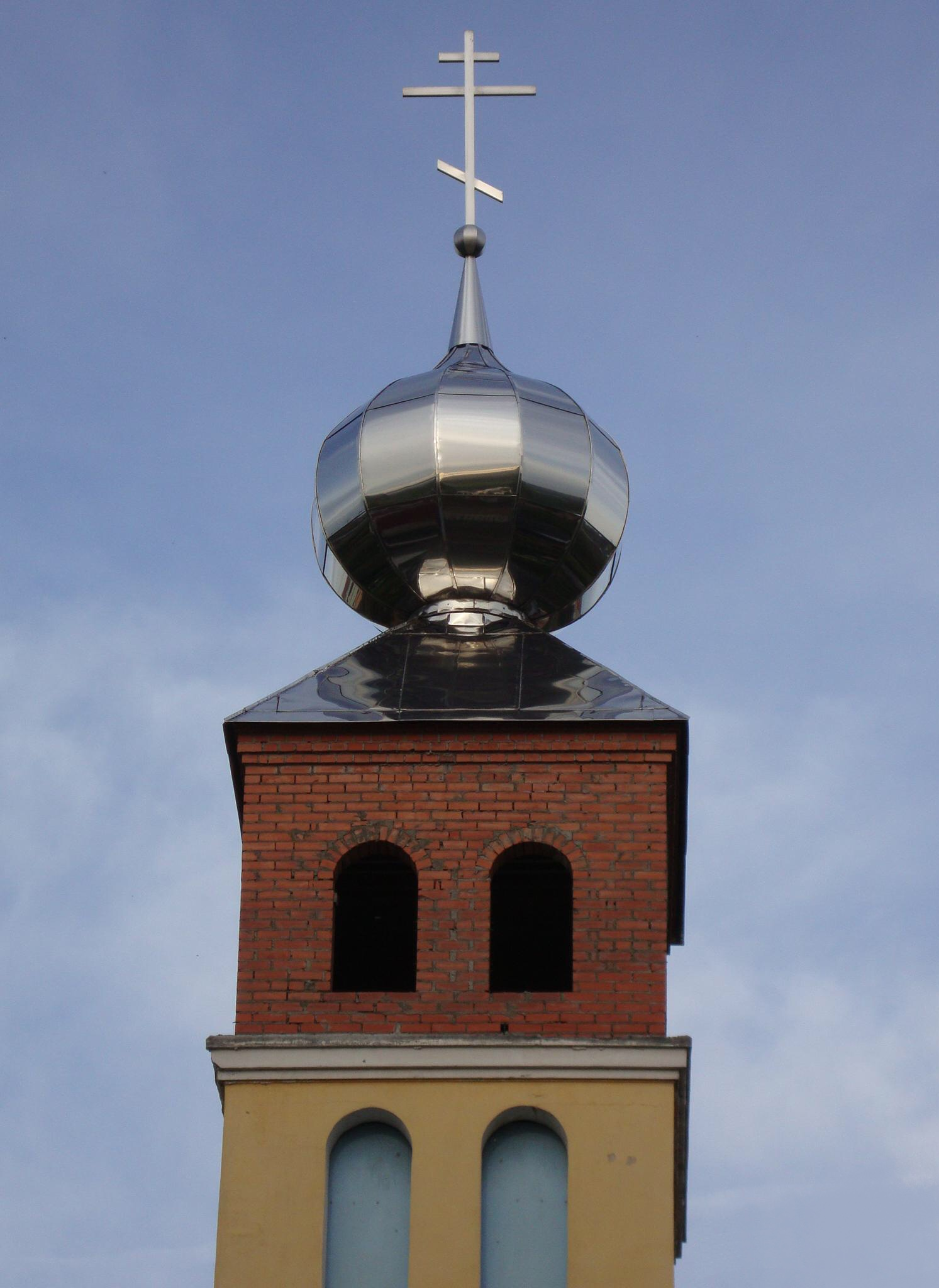
надстроенный ярус
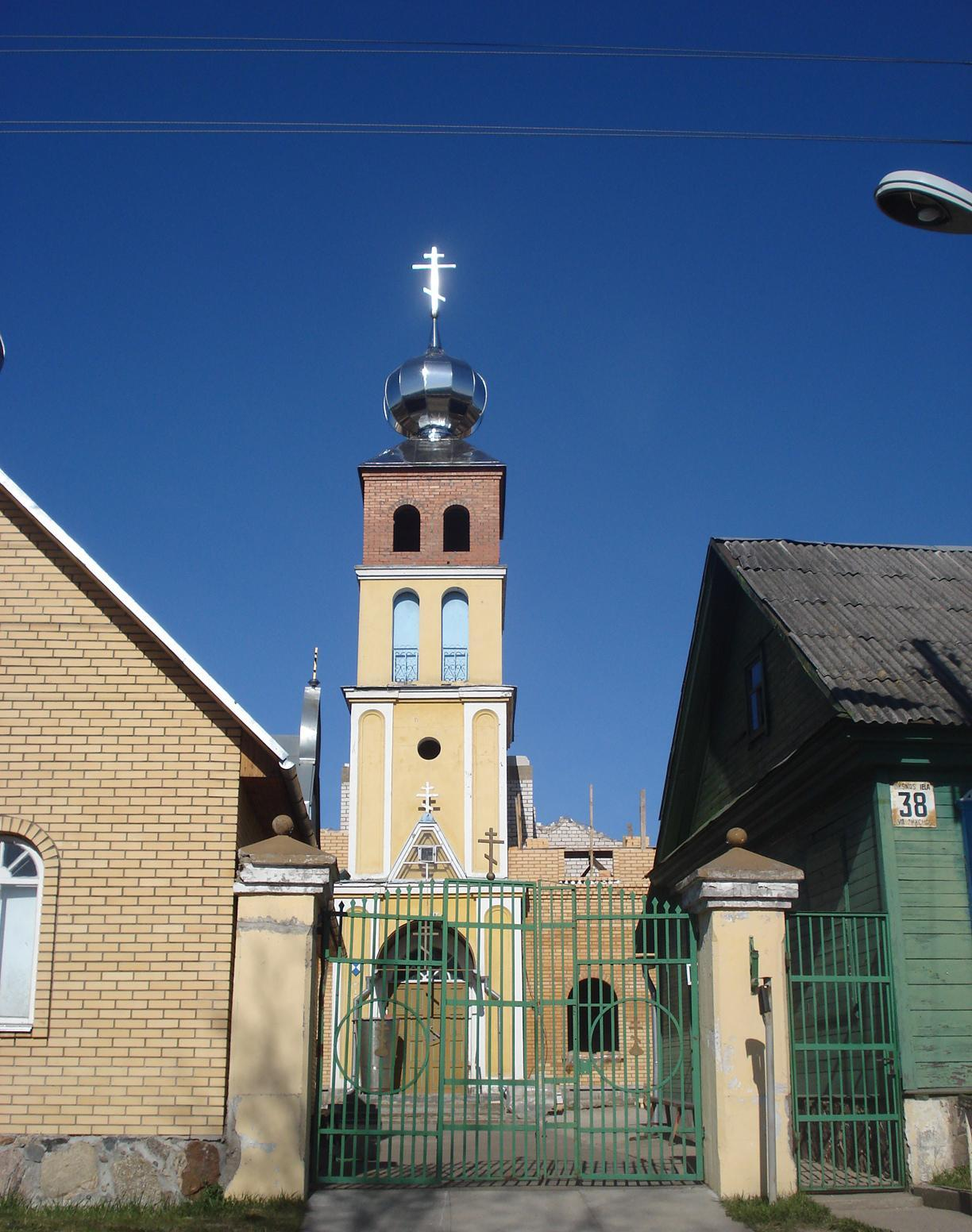
26 апреля 2009 г.
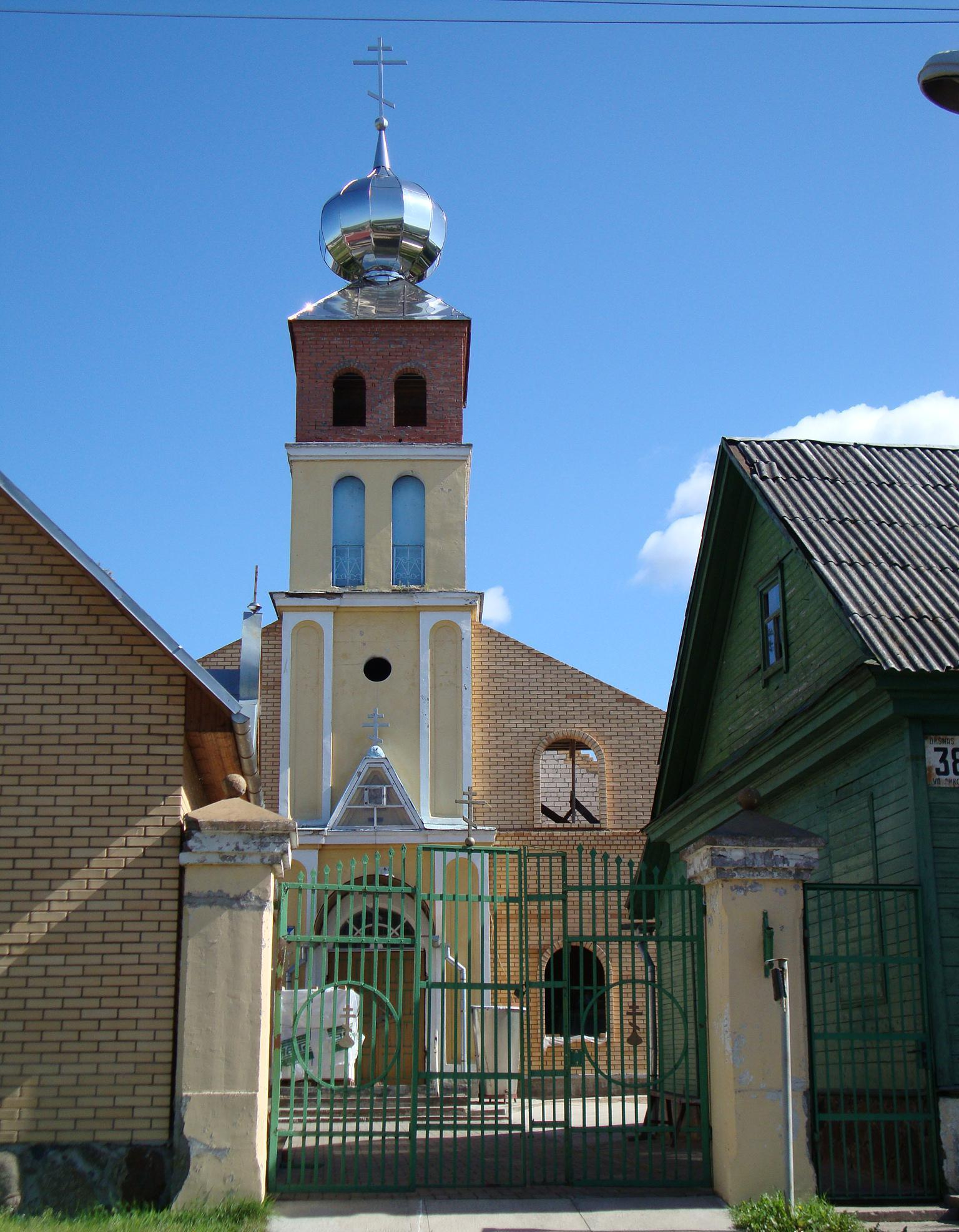
25 августа 2009 г.